# Slovenske Riviera
Den slovenske riviera (slovensk: Slovenska obala) er Sloveniens kystlinje, beliggende ved Trieste-bugten ved Adriaterhavet. Den er en del af halvøen Istrien og er 46,6 km lang. Regionen omfatter byerne Koper og Piran med Portorož og kommunen Izola. Den er et turistmål ved havet med en levende multietnisk slovensk og italiensk arv.

## Geografi
Beliggende i Slovenske Istrien hører Rivieraen til den statistiske region Obalno-kraška og til den historiske region, den Slovenske Littoral. Området grænser mod nord til Italien og mod syd til Kroatien. Det nordligste punkt er næsset Debeli Rtič ved Koperbugten ; og det sydligste er landsbyen Sečovlje ved Piran-bugten, der ligger tæt på naturparken Sečovlje Salina.
De 14 bebyggelser på kysten, opdelt efter kommune, er:
- Ankaran (italiensk: Ancarano). [2]
- Koper (italiensk: Capodistria): med Bertoki (italiensk: Bertocchi).
- Izola (italiensk: Isola): med Dobrava og Jagodje.
- Piran (italiensk: Pirano): med Fiesa,[3] Lucija, Parecag, Portorož (italiensk: Portorose), Seča, Sečovlje og Strunjan.

## Transport
Kystlinjen tæller havnene Koper, Izola, Piran, Lucija og Portorož. Koper jernbanestation er endestationen for Divača-Koper jernbanen, og Portorož Lufthavn ligger nær Sečovlje, tæt på den kroatiske grænse. Hovedvejen, der betjener Rivieraen, er nationalvej 111, som forbinder motorvej A1 (til Ljubljana og Maribor) ved Koper.